# Martin Lundström
Bo Hildring Martin Lundström (* 30. Mai 1918 in Tvärliden, Gemeinde Norsjö; † 30. Juni 2016) war ein schwedischer Skilangläufer.

## Werdegang
Martin Lundström, der für den IFK Umeå startete, belegte bei den Svenska Skidspelen 1947 in Sundsvall den zweiten Platz über 18 km. Bei den Olympischen Winterspielen 1948 in St. Moritz gewann er die Goldmedaille über 18 km und mit der schwedischen Staffel. Im selben Jahr wurde er wie im Vorjahr Zweiter im 18-km-Lauf bei den Svenska Skidspelen und siegte im 18-km-Lauf beim Holmenkollen Skifestival. Bei den Nordischen Skiweltmeisterschaften 1950 in Lake Placid holte er die Goldmedaille mit der Staffel. Zwei Jahre später wurde er bei den Olympischen Winterspielen 1952 in Oslo mit der Staffel Dritter. Im Jahr 1955 errang er den dritten Platz und 1956 den zehnten Platz beim Wasalauf. Bei schwedischen Meisterschaften siegte er zweimal über 15 km (1948, 1952), einmal über 30 km (1948) und dreimal mit der Staffel von IFK Umeå (1946–1948).

## Erfolge

### Olympische Winterspiele
- 1948 in St. Moritz: Gold über 18 km, Gold mit der Staffel
- 1952 in Oslo: Bronze mit der Staffel

### Weltmeisterschaften
- 1950 in Lake Placid: Gold mit der Staffel